# Dreadlock Holiday
Dreadlock Holiday är en låt med starka reggaeinfluenser av den brittiska musikgruppen 10cc, skriven av Eric Stewart och Graham Gouldman. Den gavs ut som första singel från studioalbumet Bloody Tourists. Låten var gruppens sista stora hitlåt.
Eric Stewart har berättat att låtens återkommande textstrof "i don't like cricket, i love it!" var baserat på en verklig händelse. Stewart semestrade på Jamaica då han träffade en man som fällde kommentaren. Låttexten var även inspirerad av några händelser som inträffade då Justin Hayward från The Moody Blues semestrade på Barbados.

## Listplaceringar
| Lista (1978)   | Position                       |
| -------------- | ------------------------------ |
| Australien     | 2 (Kent Music Report)          |
| Irland         | 2                              |
| Nederländerna  | 1                              |
| Norge          | 7 (VG-lista)                   |
| Nya Zeeland    | 1                              |
| Schweiz        | 5                              |
| Storbritannien | 1 (UK Singles Chart)           |
| Sverige        | 16 (Topplistan)                |
| Sverige        | "Veckans Smash Hit" i Poporama |
| USA            | 44 (Billboard Hot 100)         |
| Västtyskland   | 11                             |
| Österrike      | 18                             |